# Monestir de Santa Maria de Ripoll
El monestir de Santa Maria de Ripoll és un edifici conegut com a monestir benedictí a la localitat catalana de Ripoll. El monestir, fundat cap a l'any 880 pel comte Guifré el Pelós –segurament sobre un de l'època visigòtica (589) destruït pels àrabs–, va esdevenir lloc d'enterrament dels comtes de Barcelona i Besalú i un centre cultural de scriptorium molt important de la Catalunya medieval, amb una projecció a l'alçada d'altres abadies europees d'aquest període com Saint-Denis, Fleury o Montecassino. Va ser declarat bé cultural d'interès nacional l'any 1931.
L'edifici va passar per diverses ampliacions, reformes i reconstruccions degudes a falta d'espai, incendis, pillatges i finalment profanacions de tombes durant la Guerra Civil espanyola, per la qual cosa del gran conjunt monàstic només resten la basílica i el claustre reconstruïts i l'edifici adossat al claustre, antic habitatge del vicari i en l'actualitat seu de l'ajuntament de la vila.
Al segle xii es va realitzar una nova portalada en forma d'arc de triomf que és tinguda com una gran obra de l'escultura romànica monumental a Catalunya, amb la imatge central superior de la Maiestas Domini, l'apostolat i escenes de l'Antic Testament.
El CRAI Biblioteca de Fons Antic de la Universitat de Barcelona conserva, arran de la desamortització del 1835, diverses obres provinents dels fons del monestir. Així mateix, ha registrat i descrit diversos exemples de les marques de propietat que van identificar el convent al llarg de la seva existència.

## Història

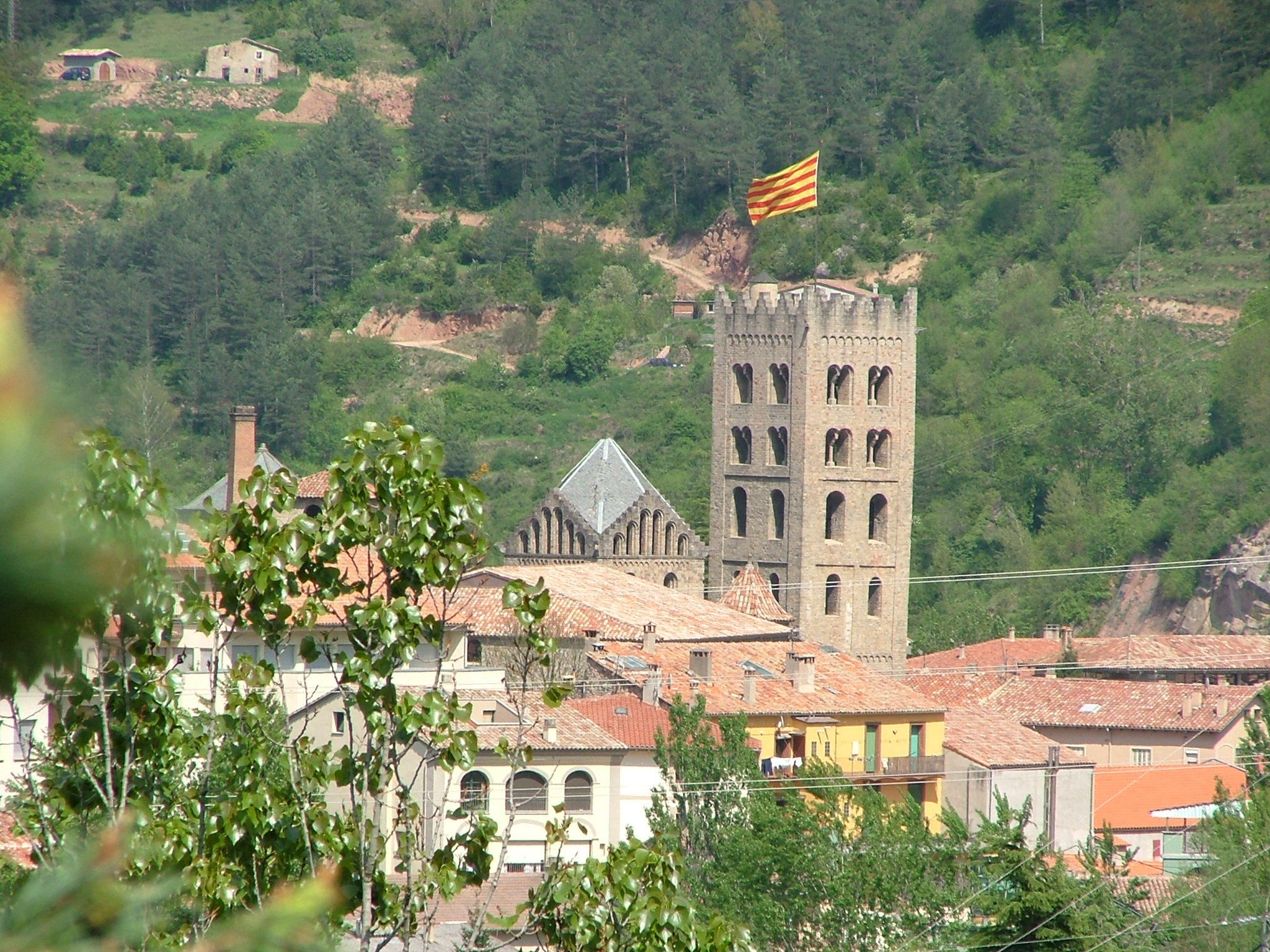
Vista del campanar del monestir

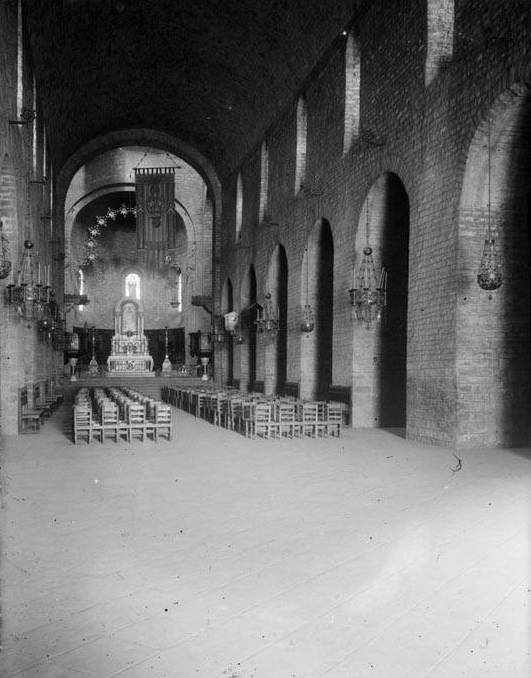
Nau central del monestir en una imatge d'entre 1880 i 1926

### Fundació
El repoblament i recuperació de territoris així com una nova organització social va influir amb notabilitat en la construcció religiosa dels segles VIII fins al X. El canvi litúrgic que va substituir el visigòtic a l'arquebisbat de Narbona a mitjan segle ix, també va afectar les institucions religioses catalanes, on els principals agents difusors d'aquesta nova litúrgia van ser els monestirs de la regla de sant Benet.
El fundador del nou monestir ubicat a Ripoll seria Guifré el Pilós; (c. 840-897), fill de Sunifred I d'Urgell. Guifré fou comte d'Urgell, de la Cerdanya i de Conflent (870-897), de Barcelona i Girona (878-897) i d'Osona (886-897 de facto), encara que de iure ho era des del 878. Guifré pertanyia a un llinatge hispano-got dels entorns de Prada, al comtat de Conflent. El seu govern va coincidir amb un període de crisi que va portar a la fragmentació de l'Imperi Carolingi en comtats. Guifré va ser l'últim comte de Barcelona designat per la monarquia franca i el primer que va llegar els seus estats als seus fills. Així, es va crear la base patrimonial del Casal de Barcelona. Una de les seves accions més rellevants va ser la repoblació de la plana de Vic (878-881), una extensa «terra de ningú» situada entre els dominis carolingis i els musulmans, que posteriorment es convertiria en el comtat d'Osona, gràcies a la seva acció restauradora.
Guifré va fundar el monestir de Ripoll l'any 880 –alguns autors donen la data de 879, i d'altres l'any 874–, i el de Sant Joan de les Abadesses el 885, dotats no sols de terres també de drets públics i privilegis jurídics. Així, Ripoll hi va rebre els beneficis dels serveis reials deguts pels habitants d'Estiula i Ordina, de les pesqueries del Ter i del Freser, com també un terç del teloneu del mercat. A més, el monestir fou declarat exempt de la jurisdicció dels tribunals comtals en matèria d'homicidis, raptes i d'altres delictes, i els monjos van obtenir el dret d'escollir lliurement el seu abat segons la regla de sant Benet.
Al vessant eclesiàstic, va fer falta integrar la xarxa de parròquies, erigides sovint pels mateixos colons, dintre de la jerarquia episcopal. Com a conseqüència de la seva proximitat geogràfica, les parròquies del Berguedà i les de Vall de Lord van ser incloses dintre de la diòcesi d'Urgell. Ara bé, a l'àrea central va caldre restaurar el bisbat d'Osona (Ausona), ciutat destruïda per la invasió musulmana del segle viii. Guifré el Pilós va aconseguir de l'arquebisbe de Narbona, metropolità dels bisbats sud-pirinencs, el restabliment de la diòcesi i la consagració com a bisbe l'any 886 de l'arxipreste Gotmar.
La primera consagració de l'església del monestir de Ripoll hi va tenir lloc el 20 d'abril de 888 i es va dedicar l'església a l'advocació de Santa Maria. En el document consta que va ser fundada i edificada «Per voluntat del comte Guifré i de la seva esposa Guinedilda». En aquest mateix acte l'església va ser lliurada a l'abat Daguí i als monjos de la regla benedictina.
Guifré va deixar el seu fill Radulf a càrrec del monestir i del seu abat Daguí, perquè fos criat i educat segons les normes monàstiques. A la mort dels seus pares, Radulf va emprar les seves possessions com a dot per al seu matrimoni i va ser anys més tard abat de Ripoll i bisbe d'Urgell cap a 914. El comte Guifré va morir en la lluita contra l'islam l'11 d'agost de 897, durant la ràtzia islàmica del 897. Les seves despulles romanen al monestir de Santa Maria de Ripoll.

### Ampliacions

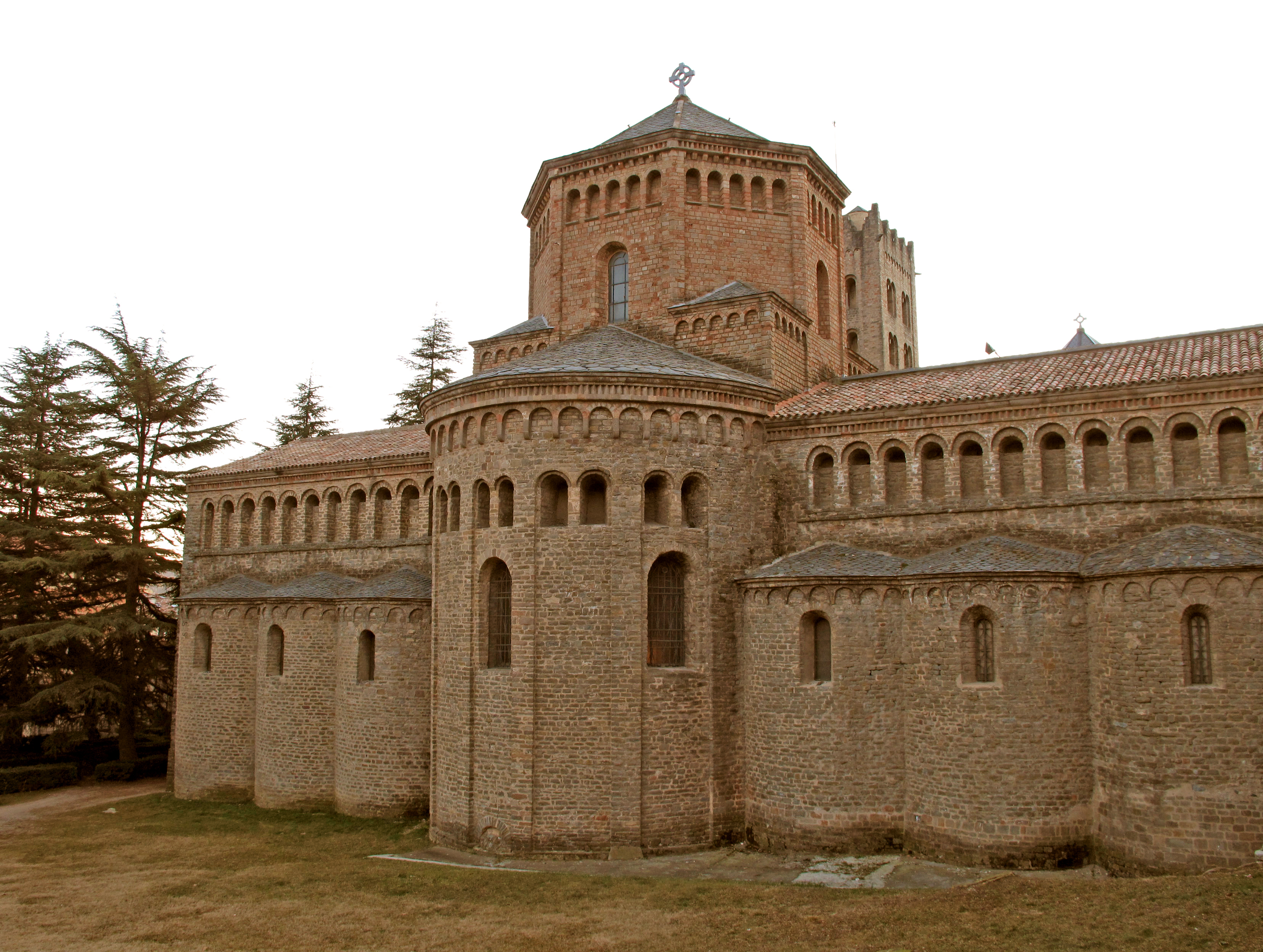
Vista actual dels absis del monestir

Just dos anys més tard, l'any 890, el mateix bisbe Gotmar de Vic va consagrar l'església de sant Pere situada a prop del monestir. Aquest temple complia la funció d'església per al culte dels feligresos, mentre que la del monestir era d'ús privat de la comunitat de monjos.
Gràcies a les donacions i testaments rebuts, el monestir havia crescut sobre manera i va ser necessari ampliar l'església. Així l'any 935 es va procedir a una nova consagració per part del bisbe Jordi de Vic quan l'abat era Ènnec. En temps de l'abat Arnulf es va tornar a reedificar tant l'edifici com el claustre. Arnulf també va ordenar la realització d'una muralla prop del monestir i va començar les obres d'una nova basílica. L'any 951 Arnulf es va traslladar a Roma per demanar una butlla al papa, en què es garantís les possessions de les propietats del monestir. D'aquesta manera aconseguia desfer-se de la tutela dels comtes, ja que els monestirs passaven a dependre directament de Roma, amb el que es deslliuraven de pagar o de donar la part dels seus béns a certs comtes que així ho demanaven. Les obres van ser acabades pel seu successor, l'abat Guidiscle l'any 977, quan el temple va tornar a ésser consagrat pel bisbe de Girona Miró Bonfill.
Quan l'Abat Oliba tenia 31 anys, l'agost de 1002, va renunciar als comtats que havia rebut del patrimoni familiar, va cedir el comtat de Ripoll al seu germà Bernat Tallaferro i el de Berga a Guifré II de Cerdanya, i ingressà a l'orde benedictí al monestir de Ripoll. L'any 1008, després de la mort de l'abat Seniofré, Oliba fou escollit abat. Va dedicar molts dels seus esforços a defensar dels atacs senyorials els béns i drets de les esglésies a càrrec seu. L'any 1011 tingué audiència al Vaticà i obtingué del papa Sergi IV un seguit de butlles per als seus monestirs. Com a constructor d'edificis religiosos, va ser un dels impulsors de l'estil romànic llombard: entre les seves construccions es troben la catedral de Vic i les ampliacions fetes als monestirs de Ripoll i de Sant Miquel de Cuixà.. A l'acta de consagració de l'any 977, la planta de l'església de Ripoll apareix amb cinc altars, cosa que fa suposar que podia tenir cinc absis, i a la consagració efectuada per l'abat Oliba el 1032 la capçalera refeta totalment constava de set absis.

### Declivi
A partir de l'any 1070 el monestir va passar a dependre de l'abadia de Sant Víctor de Marsella, dependència que va durar fins a l'any 1169. La ruptura es va produir per un conflicte en el nomenament de l'abat. Ramon Berenguer IV va haver d'intercedir davant del papa a favor dels monjos, malgrat les reclamacions que hi va haver des de Marsella. Santa Maria de Ripoll va ser un del primers cenobis que van entrar a la Congregació Claustral Tarraconense. Aquesta època va estar plena de conflictes entre els bisbes de Vic i els abats per problemes d'administració i jurisdicció.
Ripoll va continuar sent el principal centre religiós de Catalunya fins al segle xiv, en el qual inicia un lent declivi que comença amb una disminució d'ingressos degut a la mortalitat causada per la Pesta Negra del 1348, amb la pèrdua del control sobre el monestir de Montserrat l'any 1402. El 2 de febrer de 1428, un fort terratrèmol va assolar la comarca del Ripollès. El sisme, d'intensitat IX a l'escala de Mercalli va ser un dels més intensos soferts en la història de Catalunya, va destruir completament un dels campanars del monestir i va deixar la resta de l'edifici molt afectat. Les parts deteriorades es van reconstruir seguint un estil gòtic, amb elevats costos.
Al segle xvi alguns monjos es van oposar fortament a les reformes del concili de Trento. Alguns d'ells van ser desterrats a monestirs de l'Aragó, i els abats van ser escollits pel rei. Al segle xvii la vida interna al monestir era d'anarquia i insubordinació. A més a més, el segle es va acabar amb les invasions franceses, i al segle xviii va començar un gran declivi del qual el monestir ja no es va recuperar.

### Atac i destrucció de l'Abadia

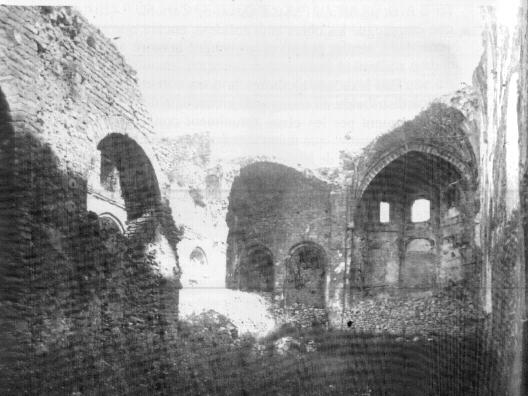
Santa Maria de Ripoll després de l'atac de 1835

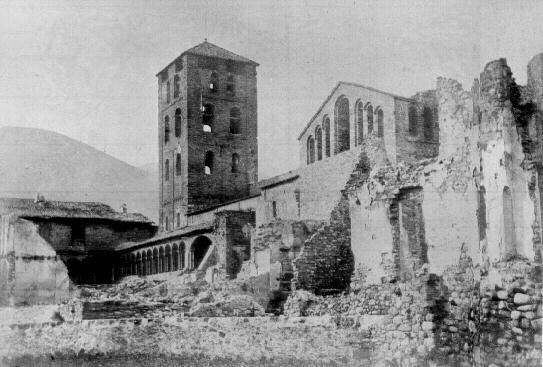
Santa Maria de Ripoll després de l'atac de 1835

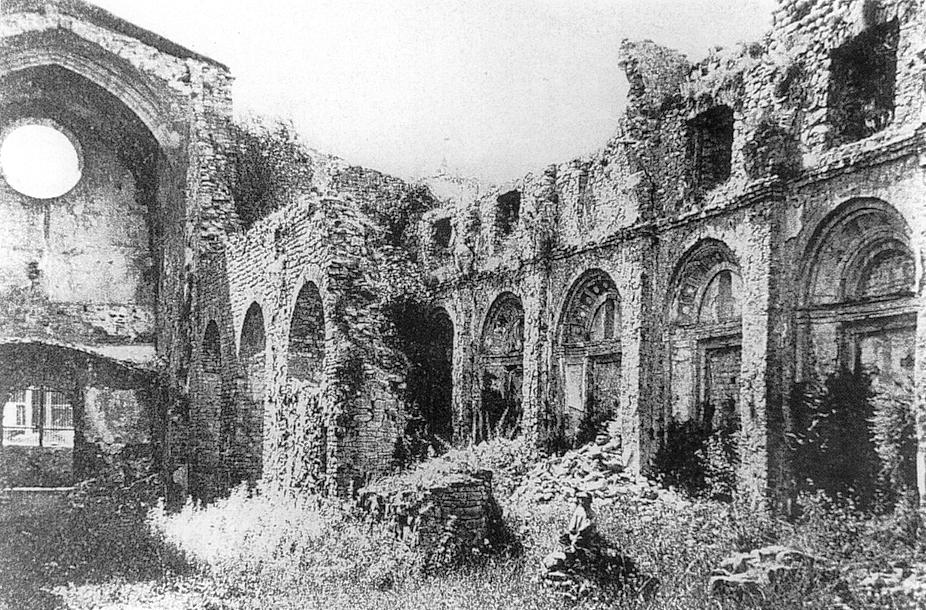
Santa Maria de Ripoll després de l'atac de 1835

El 1833 va esclatar la Primera Guerra Carlina; els principals focus de la revolta es bastiren al País Basc i al Maestrat (País Valencià), mentre a Catalunya diverses partides carlines cridaven a la insurrecció contra el govern de Madrid. Davant la necessitat de tropes per reprimir la rebel·lió, el capità general de Catalunya Manuel de Llauder i de Camín entregà armes a la «Milicia Urbana» i amb elements radicals de Barcelona organitzà un cos franc de voluntaris anomenat «Tiradores de Isabel II», amb els quals sortí a la muntanya per acabar amb el carlisme. Un dels oficials que comandava aquella turba del «batallón de voluntarios» era el jove cadet Joan Prim i Prats.
La duríssima repressió que s'estengué per les comarques interiors de Catalunya va provocar que al capità general Llauder el nomenessin ministre de la Guerra a Madrid. Va dimitir pocs mesos després, i retornà a Catalunya disposat a acabar definitivament amb les partides carlines de Ros d'Eroles, de Benet Tristany, d'en Ne, d'en Boquica i del Llarg de Copons. El 7 d'abril de 1835 el governador de Vic ordenà a la «Milicia Urbana» atacar una partida carlina, però la milícia fou durament derrotada a Sant Sadurní de Sovelles, en el camí de Berga a Ripoll. El juny del 1835 el comandant del «Batallón de Tiradores de Isabel II» José Rodriguez ordenà ocupar Ripoll amb 600 homes i destinà el subtinent Joan Prim a combatre les partides carlines d'en Cames crues i del Garbat de Guissona a la zona de Viladrau. El 25 de juliol del 1835 el govern de Juan Álvarez Mendizábal promulgà el reial decret que ordenava la supressió de tots els convents de menys de 12 monjos i l'expropiació dels seus béns per pagar el deute públic del govern espanyol, mentre a Barcelona després d'una cursa de toros els elements més fanàtics i anticatòlics proclamaren la revolució i encapçalaren la bullanga que cremà diversos monestirs de la ciutat.
Arribaren a Ripoll les notícies del moviment revolucionari i dels saquejos dels convents del 25 de juliol de 1835. Els homes del destacament dels «Tiradores de Isabel II» frisaven per unir-se al moviment revolucionari de Barcelona, d'on procedien la majoria, però, alertat d'això, el comandant Tomás Metzquez els envià cap a Berga amb la promesa que després podrien anar cap a Barcelona. El 6 d'agost del 1835 el capità general Manuel Llauder sortí de Vic i fou notificat del «estado de indisciplina y conmoción en que se hallaba el batallón dé tiradores de Isabel II que guarnecía á Ripoll». Arribats els «Tiradores» a Berga, el governador de la ciutat els ordenà anar a combatre a Alpens contra els carlins, en lloc de permetre'ls unir-se a la bullanga revolucionària de Barcelona; rebutjaren les ordres i frustrats per no poder participar en els saquejos de Barcelona retornaren a Ripoll.
El matí del diumenge 9 d'agost del 1835 l'exaltat destacament de «Tiradores» entrava a la vila fent crits revolucionaris i exhortant a la crema del monestir; els monjos temeren el pitjor i començaren a preparar-se per si calia defensar el monestir, recolzats pels ripollesos i fins i tot per la «Milicia Urbana» de Ripoll. Embriagats després de dinar, els «Tiradores» sortiren a patrullar per la vila, i a les dues de la tarda, en sentir com el campanar tocava a vespres, s'alçà el crit: «los facciosos escalan el monasterio!». Van assaltar les dependències del monestir, on els «Tiradores» assassinaren dos monjos, Joan de Ros i Manuel de Llisach, i capturaren el domer Ignasi Brusi, que fou salvat per la interposició d'un membre de la «Milicia Urbana». Malgrat això, els «Tiradores» es lliuraren al saqueig del temple, estassaren les santes imatges dels altars, esmicolaren l'estàtua de Sant Benet, destrossaren l'orgue, esquinçaren les pintures i robaren els calzes sacres, els llantons i els canelobres; enmig de la destrucció els objectes de plata i d'or foren destriats, mentre que la resta, ignorants del seu valor, foren amuntegats en piles.
Els «Tiradores de Isabel II» es fixaren després en la solitària urna de fusta del comte Ramon Berenguer IV «el Sant»; la profanaren, en tragueren el cadàver momificat, i mentre la turba laica insultava, trepitjava i escopia sobre les restes mortals del comte de Barcelona, el cabdills el sotmeteren a judici popular. Se li imputaren els crims d'haver expulsat els sarraïns de Catalunya i de propagar la fe catòlica. Fou trobat culpable dels crims i condemnat a la foguera. Encengueren les teies i al crit de «Visca la llibertat!» calaren foc als altars i als objectes sagrats, i van llençar a les flames el cadàver momificat de Ramon Berenguer IV.
La resta de «Tiradores» rebentaren els mil·lenaris sarcòfags dels antics abats del monestir, abocaren per terra les seves restes mortals, i també les llençaren a la foguera. Veient el desastre, alguns vilatans de Ripoll s'arriscaren a salvar allò que varen poder; entre ells destacà el jove metge Eudald Raguer i Batlle, que amb l'ajut d'altres pogueren salvar les restes de Ramon Berenguer III i d'altres antics prohoms del monestir. Ja entrada la nit, el fum asfixiant i les flames feren que la turba laica sortís de l'església; però quan semblava que ja havien satisfet les seves ànsies de saqueig i destrucció, havent lliurat a les flames l'abadia catòlica fundada mils anys enrere per Guifré el Pilós, s'alçà d'entre ells un nou crit: «al archivo! al archivo! a quemar el archivo!». La biblioteca de Santa Maria de Ripoll, bressol de Catalunya, receptacle d'un mil·lenni d'història, custodi de centenars de cròniques, manuscrits, còdexs i homilies catalanes que dataven dels temps de l'Abat Oliba, fou brutalment incendiada mentre es cridaven proclames progressistes i càntics revolucionaris. Fruit de l'atzar, se salvà de la crema un document del fons de Ripoll: el Cançoner de Ripoll, un recull de vint composicions de tema eròtic datats del segle xii que en el moment de la crema estava custodiat a Barcelona.

### Abandonament
Incendiat i arrasat, el decret de l'exclaustració de 1835 obligà l'arxiver Fra Roc d'Olzinelles i la resta de monjos a abandonar el monestir. Amb el temps, l'edifici a poc a poc es va anar esfondrant: el 1847 va desaparèixer una part del claustre; i el 1856 la torre del palau abacial. A més, el palau abacial i d'altres edificis monacals van ser considerats pedrera i les seves pedres van ser venudes a particulars.

### Restauracions
El gust neoclàssic s'introdueix en la reforma realitzada entre el 1826 i el 1830. L'església es redueix a tres naus i es recobreix tot l'interior amb motllures i ornaments de guix que cobreixen la pedra original. L'arquitecte Josep Moretó i Codina (1748-1826) havia estat l'autor del projecte, que va reconstruir l'estructura de l'església amb tres naus, actuació. La pressió de la nau gòtica va resultar massa forta i entre 1850 i 1860 estava ja tota desplomada.

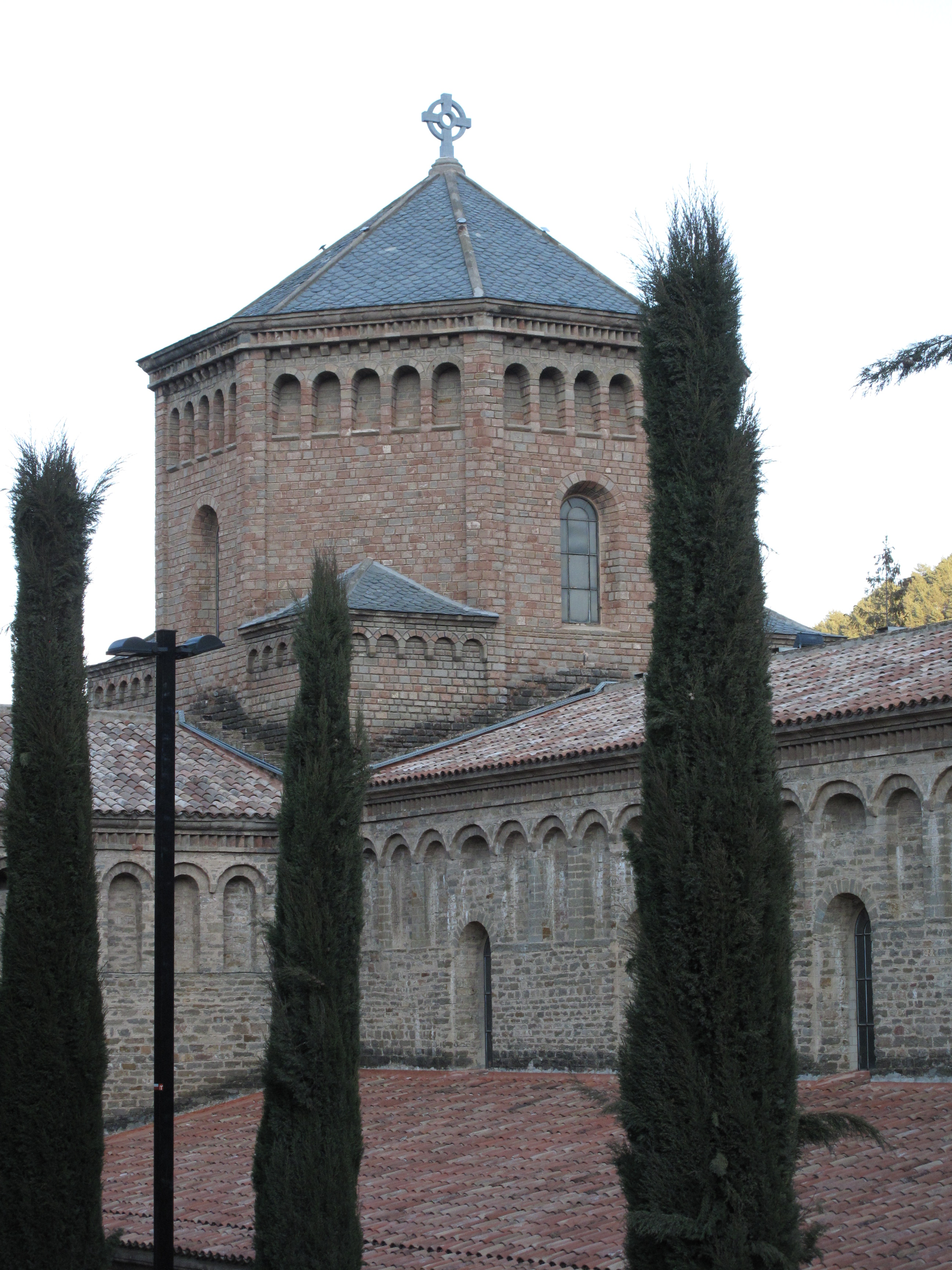
Cimbori fet per Elies Rogent efectuat com una còpia del que té el monestir de Sant Jaume de Frontanyà.

L'intent de venda com a bé desamortitzat del monestir de Ripoll el 1850 va impulsar la Comisión Central de Monumentos, mitjançant l'erudit i metge ripollès Eudald Raguer, a fer una primera inversió de conservació del conjunt monumental. Aquesta acció va canalitzar-se mitjançant la Comissió de Monuments de la província de Girona, que va quedar encarregada del conjunt monàstic. La manca d'actuació des de Girona va provocar que el 1860, després de presentar la dimissió, Raguer es posés en contacte amb l'Academia de Bellas Arts de Barcelona, mitjançant el seu secretari Ferrant. Manuel Milà i Fontanals, Claudi de Lorenzale, Francesc de Paula Villar i Lozano i Elies Rogent. va proposar una inversió conjunta a les diputacions catalans, que van col·laborar en una subscripció. La Real Academia de Bellas Artes de San Fernando va proposar a l'acadèmia barcelonina la redacció d'un projecte complet de reconstrucció o restauració encarregat inicialment a Francisco de Paula del Villar y Lozano i Elias Rogent i Amat), que finalment va realitzar Elias Rogent i que fou presentat el 1870. Desavinences entre la comissió provincial de Girona i l'acadèmia barcelonina (1865) varen propiciar la fi d'aquesta iniciativa de col·laboració. El 1867, seguint les normes de competències en la conservació monumental, la Real Academia de Bellas Artes de San Fernando va encarregar un projecte de reconstrucció a la comissió provincial de Girona, que el va encarregar a l'arquitecte provincial i membre de la comissió, Martí Sureda i Deulovol. Caldrà esperar el 1878, amb la creació d'una comissió local de Restauració de Ripoll, per una nova dos anys més tard s'inicia una tímida campanya per part de voluntaris que comencen a consolidar els murs de l'església i del claustre, la comissió està formada entre d'altres per 
Van ser presentats dos projectes per a la restauració, un de l'arquitecte Martí Sureda per encàrrec de la Comissió de Monuments de Girona i l'altre d'Elies Rogent demanat per la Reial Acadèmia Catalana de Belles Arts de Sant Jordi. Les obres començaren el 1863 gràcies al bisbe de Vic Josep Morgades, que va iniciar la reconstrucció del cenobi, i va escollir el projecte de Rogent, finançat en gran part per les aportacions particulars dels feligresos.
L'1 de juliol del 1893 es consagrà de nou la basílica, i aquell mateix dia a la tarda es feu la translació processional de les restes dels antics comtes de Barcelona i dels abats del monestir de Santa Maria de Ripoll que s'havien pogut salvar de la destrucció.
No es pogué procedir així amb el comte Ramon Berenguer IV, perquè les seves despulles mortals havien desaparegut per sempre durant l'atac i el saqueig del 1835. Davant d'aquest fet, els cavallers catalans del capítol de Barcelona de l'Orde de Sant Sepulcre acordaren pagar un cenotafi (monument commemoratiu) per «honorar la memòria del comte de Barcelona i recordar a les generacions venidores les virtuts que al comte li meresqueren l'apel·latiu de Sant», i també acordaren que es consignés una làpida recordant la Cessió dels Ordes militars per la qual les «ordes militars del Sant Sepulcre, de l'Hospital i del Temple cediren el dret que els pertanyia a posseir el regne d'Aragó en virtut del testament d'Alfons I el Bataller, al comte de Barcelona Ramon Berenguer IV».
La restauració va canviar notablement l'aspecte original de l'edifici, ja que l'arquitecte Elies Rogent va afegir alguns elements inexistents en l'original com un cimbori o una sèrie de columnes que serveixen de separació de les naus laterals. La reconstrucció va ser limitada al temple i el claustre. La resta d'edificis monàstics mig destruïts van ser acabats de demolir.

### Actualitat
Actualment Santa Maria de Ripoll actua com una de les atraccions turístiques més importants de la comarca. El monument es pot visitar i s'ha habilitat un centre d'interpretació i una exposició permanent sobre l' scriptorium, on s'explica el passat cultural de la població i la importància que va tenir el monestir de Santa Maria. El monument és encara motiu de diversos estudis i recerques.

## Arquitectura

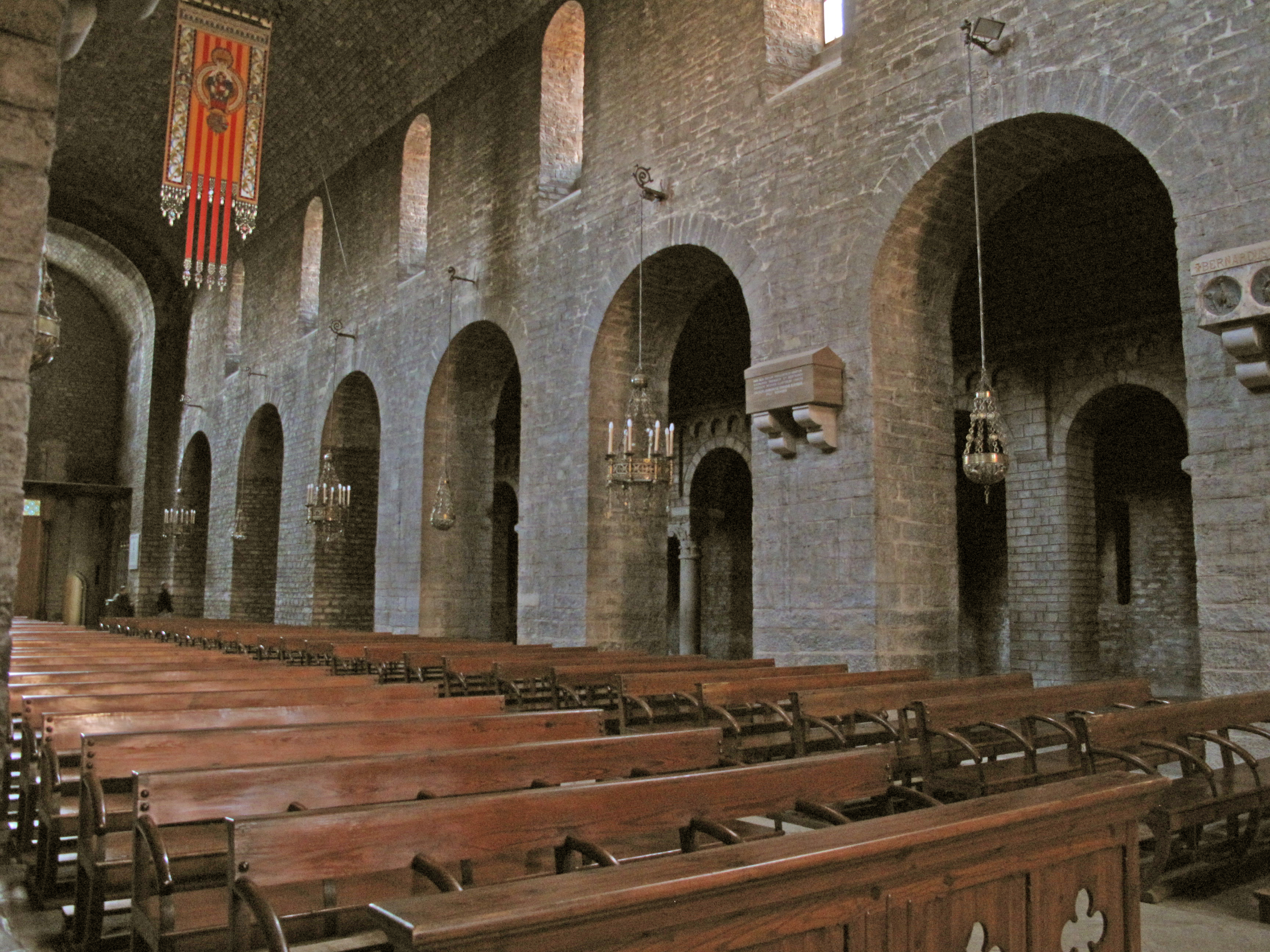
Interior amb vista del mur que separa la nau central de les laterals

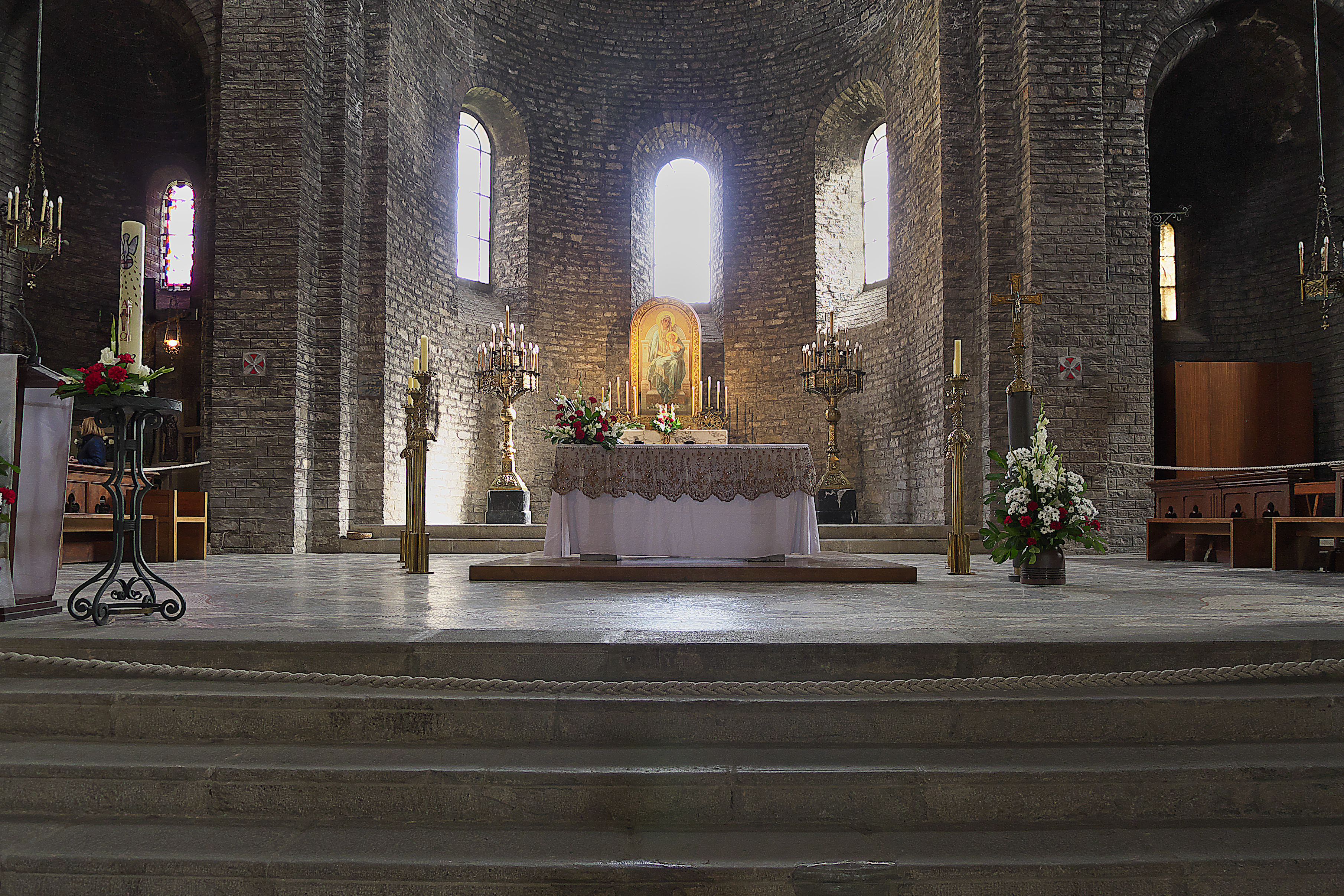
Altar amb el finestrals de l'absis

L'edifici actual és el fruit de la reconstrucció que es va fer al segle xix basant-se en l'obra dels principals abats de Ripoll: l'abat Arnulf i més tard l'abat Oliba (que la va construir). Arnulf va ordenar construir una església de cinc naus amb cinc absis, acabada amb voltes de canó, l'absis central, albergava l'altar dedicat a Santa Maria i en els menors, els altars de Sant Salvador, la Santa Creu, Sant Miquel Arcàngel i Sant Ponç. Oliba va ampliar a set els absis, el major dedicat a Santa Maria i els menors es van dedicar altars a la Santa Creu, Sant Salvador, Sant Ponç, Sant Rafael, Sant Nicolau i Sant Jordi.
L'estat actual del conjunt es deu a la reconstrucció radical de l'arquitecte Elies Rogent, que realitzà una restauració unitària i perfectament acabada, però que dificulta la lectura arquitectònica de l'edifici anterior. Sobre aquesta intervenció s'han escrit diverses hipòtesis tant a favor com en contra.Algunes caracteristiques són les sòlides construccions amb grans blocs de pedra (cadirat), donant com a resultat gruixuts murs. Els arcs són de mig punt i el sostre se sosté amb voltes de canó i amb columnes adossades. Les façanes s'adornen amb arquivoltes, llaurats timpans i brancals. Els murs a penes presenten calats i les finestres estretes, anomenades sageteres, mantenen l'interior en penombra.

### Església
L'església té unes dimensions de 60 metres de longitud per 40 metres d'amplada. Presenta cinc naus, la central amb volta de canó i separada de les laterals per grosses columnes quadrangulars, set absis, creuer als extrems del qual hi ha al costat nord la tomba de Guifré el Pilós -instal·lada el 1982- i al costat contrari la de Ramon Berenguer III, el transsepte està coronat per un cimbori efectuat com una còpia del que té el monestir de Sant Jaume de Frontanyà.
La nau té set trams que s'amplien al peus de l'edifici formant dues capelles de planta quadrada de l'amplada de les dues naus laterals, que són la base de les dues torres-campanars. Les naus dobles laterals són dividides per columnes i pilars rectangulars i a sobre dels arcs que formen aquestes columnes hi ha un fris d'arcuacions llombardes.

### Il·luminació
La il·luminació natural de l'església s'obté a través d'una sèrie de finestrals d'esqueixada simple que es troben a tots dos murs longitudinals de l'edifici. A les façanes de les naus laterals també n'hi ha algunes obertures i sobre la façana principal n'hi ha un gran finestral que fa llum a la nau central. A la capçalera es troba a l'absis major tres finestres d'esqueixada simple i a les absidioles una més petita de doble esqueixada.

### Cripta
A l'excavació arqueològica realitzada a mitjants segle xx, es va descobrir una necròpoli amb unes quaranta tombes, algunes d'elles amb restes de ceràmica romana. Està situada entre el creuer i el braç sud del transsepte de l'església.

Les excavacions, van ser fetes, encara que sense èxit, per tal de trobar una cripta romànica de la que es tenia notícies per antics historiadors i que la situaven sota el presbiteri. El pare Narciso Camós, a la seva obra Jardín de María de l'any 1658, es refereix a la cripta com:....una cova que hi ha a la paret del presbiteri, sota un altar, la qual s'anomena «Cueva de Nuestra Señora». Josep Pellicer i Pagès a les seves obres sobre el monestir es va referir a la cripta explicant que l'abat Pedro Sancho (1623-1627) va organitzar el presbiteri i l'altar major i va passar a prescindir de la cripta que va deixar inservible i cegada i especialment l'explicació que va donar el director del Museu Episcopal de Vic, Eduard Junyent:
| « | Donada la importància que el Bisbe Oliba atribuïa al culte de les relíquies dels Sants i l'interès que tenia en resoldre llur col·locació i emplaçament segons la qual els cossos sants anaven col·locats en criptes relacionades amb l'altar superior i principal del temple; donada també la importància que el mateix Oliba atribuí a la seva gran obra constructiva de la Basílica del Monestir de Ripoll, mitjançant l'expressió d'un transsepte amb set absis i un d'ells principal, encarat amb la nau major, transsepte sobreaixecat precisament per raó de contenir una cripta; totes les raons admeten a concloure que aixis com a la Catedral de Vic i també al Monestir de Cuixà -obres d'Oliba- el pern central de tota la raó litúrgica va ésser una cripta, aixis també havia d'ésser a Ripoll. | » |

A començament del segle xxi, s'ha aconseguit trobar la cripta sota l'altar, a la qual s'abaixa a través d'una escala a una sala de planta rectangular amb volta de canó rebaixada que en els seus murs laterals té un banc corregut de pedra, aquesta sala conserva l'enllosat original. La mencionada cripta es condicionarà per poder ser visitada.

### Portalada

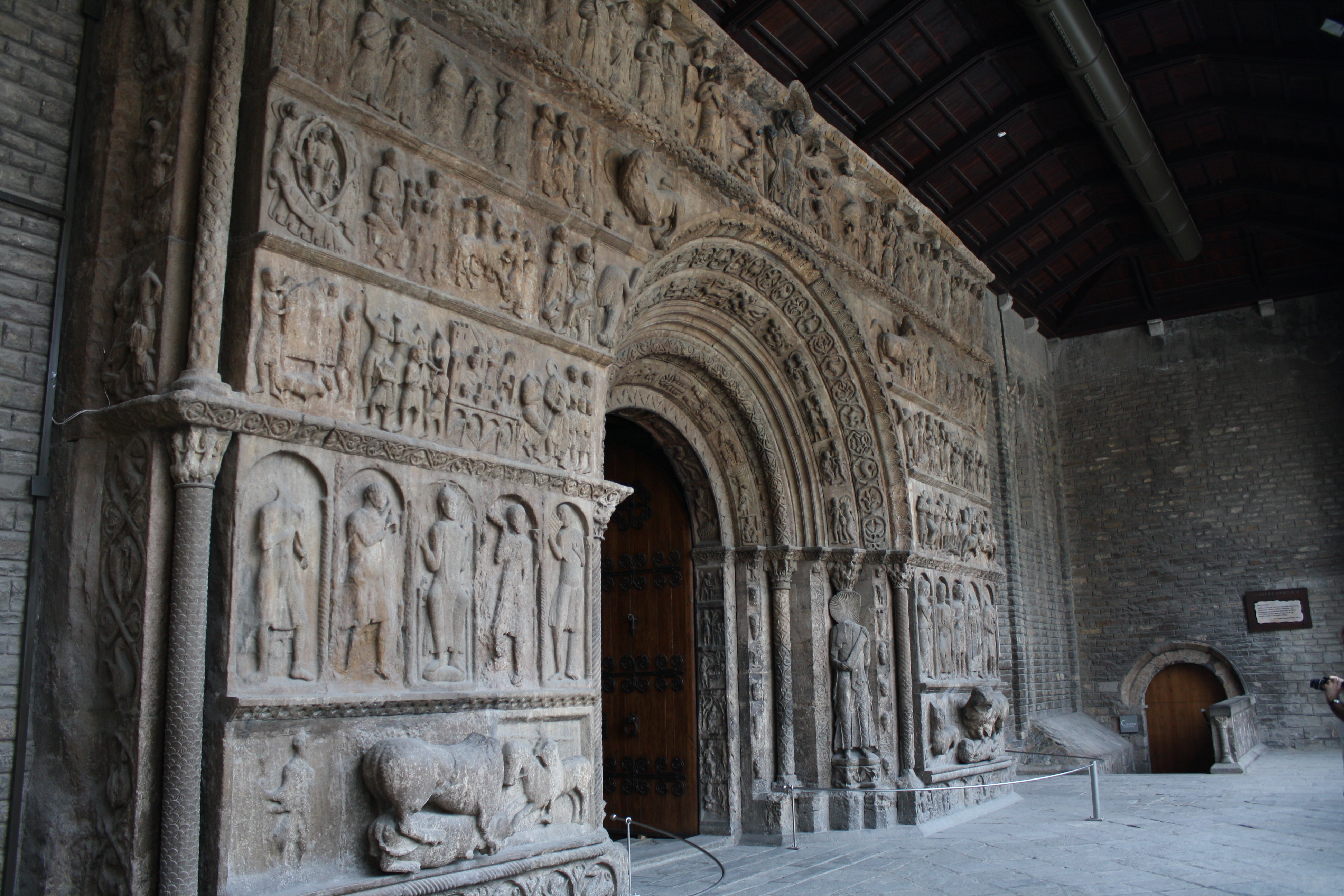
Pòrtic romànic de Santa Maria de Ripoll

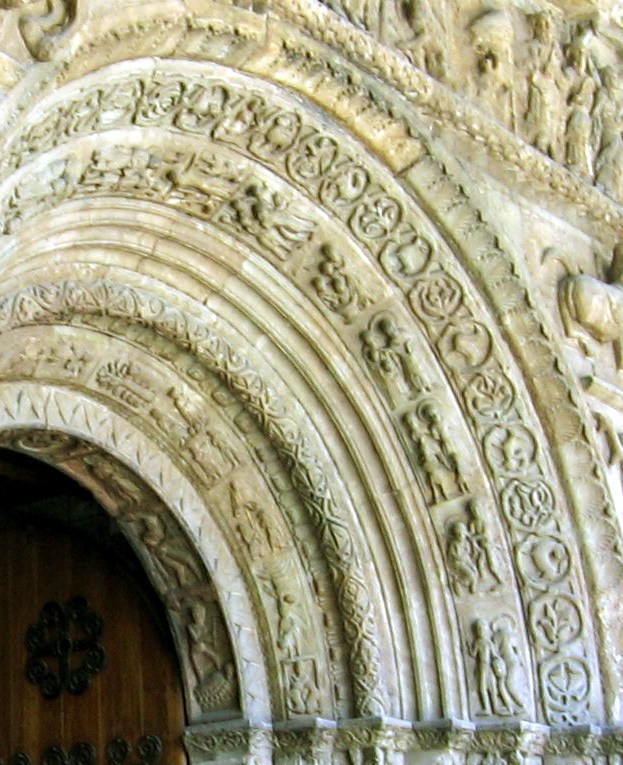
Detall de les arquivoltes

La portada en forma d'arc triomfal va ser construïda a mitjans del segle xii i és d'un metre de grossor. Està composta per una sèrie de blocs de pedra adossats a la paret de l'església. Va quedar molt deteriorada amb els incendis ocorreguts després de l'exclaustració de 1835. No obstant això, és una bella peça representativa de l'art romànic català. A pesar de la complexitat d'imatges que componen el conjunt, la representació de les mateixes és d'una notable senzillesa.
La part frontal està coberta per un relleu realitzat a mitjan segle xii. Està dividit en set franges horitzontals. Al centre es troba un pantocràtor i al seu al voltant es poden veure els símbols dels quatre evangelistes i de vint-i-quatre ancians de l'Apocalipsi. En aquesta part encara es conserven restes de policromia. A la banda dreta de l'espectador s'observen escenes del llibre de l'Èxode. La banda esquerra presenta un cicle inspirat en el  primer llibre dels Reis. A la part inferior es poden apreciar diversos animals mítics així com la representació dels set pecats capitals. La portada està flanquejada per dues estàtues, pràcticament destruïdes, dedicades a sant Pere i sant Pau. Al voltant d'elles es mostren diverses escenes de la vida dels apòstols. Completa el conjunt una representació dels dotze mesos de l'any. Sobre i enfront de la portalada l'abat Vilaguerut (1280-1310) va manar construir un porxo d'estil gòtic de cinc arcs sostinguts per columnes, que el 1973 van ser tancats amb vidres per a una millor conservació de la portalada.
El desembre de 2011 es va fer pública la intenció l'Ajuntament de Ripoll de proposar la declaració del Pòrtic com a Patrimoni de la Humanitat per la UNESCO.
Reconstrucció en 3 dimensions
El 2008 es va procedir a fer una reproducció informàtica en tres dimensions. La reproducció virtual de la portalada de Ripoll fou un projecte innovador, pioner a escala mundial, que va utilitzar les tecnologies més avançades per a la reproducció en tres dimensions de conjunts arquitectònics. «Hem fet una còpia digital exacte i tridimensional de la portada tal com és en aquest moment, amb una precisió mil·limètrica», explicà Pere Brunet, catedràtic d'Informàtica de la UPC i director del projecte, que es va realitzar gràcies a la col·laboració entre el MNAC i el Departament de Llenguatges i Sistemes informàtics de la Universitat Politècnica de Catalunya, així com el Consiglio Nazionale delle Ricerche de Pisa. Després d'un completíssim escaneig de la portada, les dades d'alta resolució es van processar per generar un model informàtic especialment dissenyat per a l'ocasió. A Barcelona i Pisa, un equip de deu investigadors va participar en aquest projecte, en el qual es van utilitzar algoritmes informàtics molt sofisticats per poder interaccionar amb tota la informació des d'un únic ordinador.

### Torres
Flanquegen la façana dues torres campanars. La torre del costat esquerre està formada per dos pisos amb finestres d'arc de mig punt i teulada a 4 vessants. El campanar de la part dreta és de planta quadrada i de cinc pisos, presenta arcuacions cegues de tipus llombard i dues finestres a cada cara, les dels dos últims pisos són geminades. Aquesta torre es troba coronada per merlets.

### Les campanes

#### 1941-1993
Passada la Guerra Civil el campanar del monestir va quedar únicament amb les campanes horàries. L'any 1941 se'n varen fondre quatre més.
| Nom          | Fonedor                                | Any  | Massa (kg) |
| ------------ | -------------------------------------- | ---- | ---------- |
| Eudalda      | Hijo de Esteban Barberí (Olot, Girona) | 1941 | 100        |
| ?            | Esteban Barberí (Olot, Girona)         | 1910 | 200        |
| Montserrat   | Hijo de Esteban Barberí (Olot, Girona) | 1941 | 500        |
| Eulàlia      | Hijo de Esteban Barberí (Olot, Girona) | 1941 | 700        |
| Maria Teresa | Hijo de Esteban Barberí (Olot, Girona) | 1941 | 1000       |
| Carolina     | Esteban Barberí (Olot, Girona)         | 1892 | 1700       |

#### 1993-present i el conjunt harmònic.
Fins al 1993 les sis campanes estaven ubicades als finestrals del segon pis del campanar, visibles des del carrer. Aquell any es distribuirien en tres grups: Les dues campanes menors es destinaren a la nova església de Sant Josep Obrer de la mateixa ciutat. Les dues mitjanes quedaren al seu lloc original (visibles des del claustre). Les dues majors s'utilitzaren com a base d'un nou conjunt harmònic de cinc campanes ubicat a l'interior del quart pis. Les tres campanes menors noves es fongueren al prestigiós taller d'Albert Bachert (Alemanya). Estan perfectament afinades. Quan branden totes cinc emeten l'anomenat "acord Salve Regina" format pels graus I, III, V, VI, I' de l'escala Major. en aquest cas afinat en Do.
| Nom          | Fonedor                                | Any  | Boca (cm) | Massa (kg) | Afinació |
| ------------ | -------------------------------------- | ---- | --------- | ---------- | -------- |
| Abat Oliba   | Albert Bachert (Alemanya)              | 1993 | 78        | 270        | Do 4     |
| Montserrat   | Albert Bachert (Alemanya)              | 1993 | 94        | 470        | La 3     |
| Sant Pere    | Albert Bachert (Alemanya)              | 1993 | 106       | 770        | Sol 3    |
| Maria Teresa | Hijo de Esteban Barberí (Olot, Girona) | 1941 | 120       | 1000       | Mi 3     |
| Carolina     | Esteban Barberí (Olot, Girona)         | 1892 | 140       | 1700       | Do 3     |

A part del conjunt harmònic i les campanes del claustre a l'interior del temple hi ha la campana del Sanctus, fosa per Barberí; la campana d'eixida de missa, obsequi de la casa Bachert el 2000 i una Roda de campanes.

### Claustre

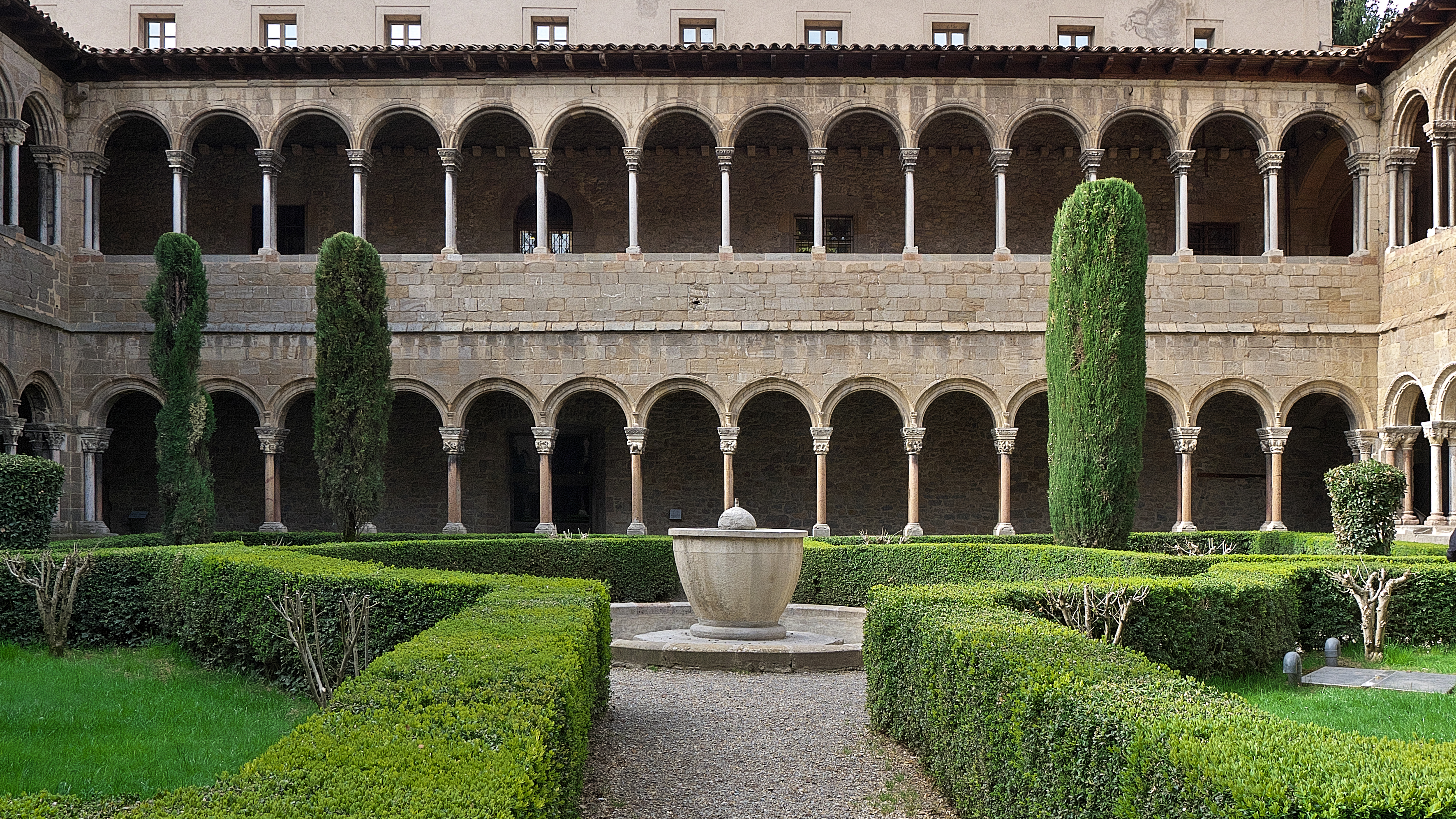
Vista general del claustre

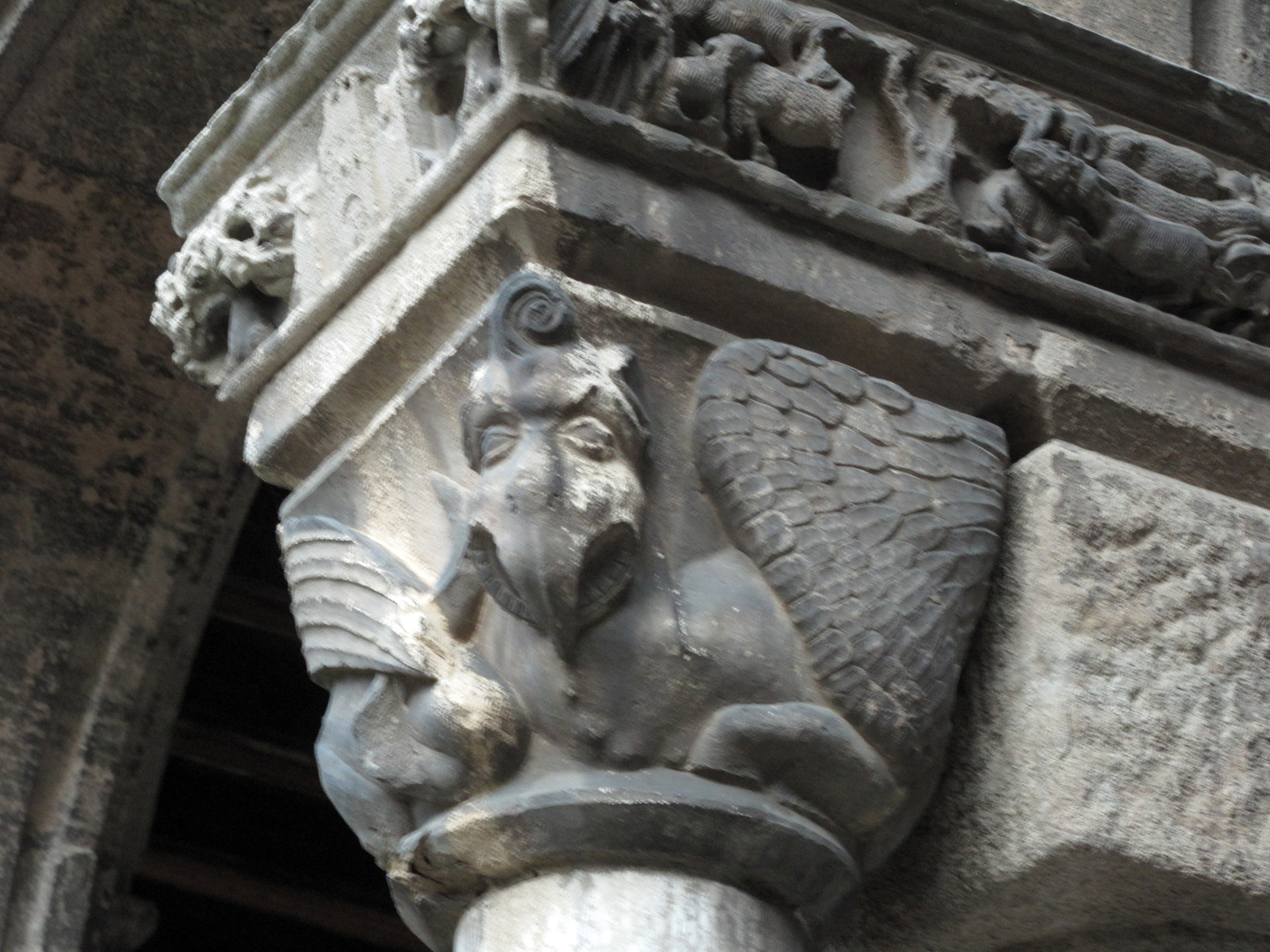
Capitell esculpit del claustre

El claustre consta de quatre galeries de dos pisos amb arcuacions motllurades de fulles d'acant sostingudes per dobles columnes, si bé als angles hi ha pilars massissos. La construcció del primer pis es va iniciar entre el 1170 i el 1180, encara que no es va acabar fins principis del segle xvi. El pis superior es va edificar entre els segles xv i xvi. Està format, en cada costat, per tretze arcs semicirculars amb capitells inspirats a l'estil corinti. Els capitells gòtics del pis inferior van ser fets pels escultors Pere Gregori de Perpinyà i Jordi de Déu de Barcelona al voltant de 1390 i la darrera galeria va ser realitzada el 1401 pel mestre Pere Mieres de Girona.
Es té notícia de la renovació del claustre al segle xii, encara que no se sap si l'anterior era el de l'abat Arnulf o era un altre posterior i si tenia les quatre galeries porticades construïdes. A l'obra realitzada al segle xii solament es va acabar la galeria septentrional situada al costat del mur de l'església. L'edificació va quedar aturada fins al segle xiv quan el nou projecte incloïa a més a més de les tres galeries inferiors la col·locació d'un altre pis superior amb arcades. A causa de la llarga durada d'aquestes obres i al terratrèmol de 1428 que va obligar a realitzar la restauració de la coberta i dels campanars, el claustre no es va finalitzar fins principis del segle xvi.
Com va succeir al claustre de la catedral d'Elna, la continuació de les obres a l'època gòtica es va realitzar tractant que hi hagués una unitat amb la galeria romànica ja construïda, els arcs són de mig punt i es van mantenir les proporcions i les parelles de columnes, també a l'escultura dels capitells es va imitar la decoració en alguns d'ells.

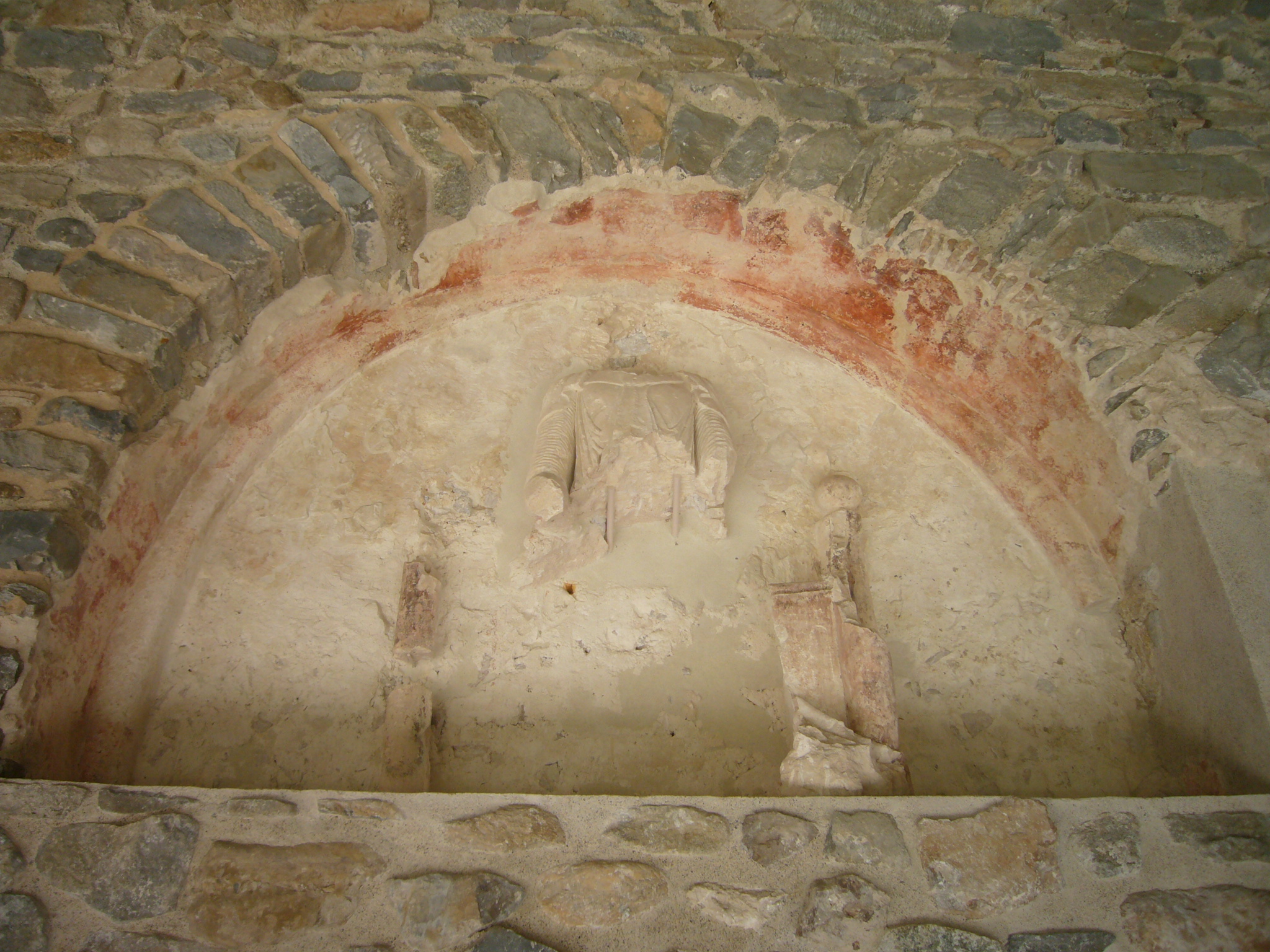
Testimonis d'una Mare de Déu sedent. Escultura en guix molt deteriorada que només conserva part del tors i del tron.

La vinculació escultòrica romànica es realitza amb els tallers del Rosselló i amb el grup que va treballar en la catedral de Vic amb influència a altres edificis pròxims i també a la mateixa portalada de Ripoll, tanmateix els capitells segueixen la tradició dels claustres francesos del Rosselló amb escasses escenes d'històries als capitells. Alguns dels capitells amb figures de la primera galeria es creu van poder ser fets pel mateix o part del grup que va treballar anteriorment en la portalada. Es pot datar cap al 1180 gràcies al retrat de l'abat Ramon de Berga que es troba al pilar nord-oriental, identificat per una inscripció gravada a la imposta superior.
A les galeries es troben exposats una sèrie de capitells, tallats amb fulles d'acant, corresponents a les columnes de les naus laterals de la basílica consagrada per l'abat Oliba el 1032, dos d'ells van ser tornats a utilitzar al monument del comte Ramon Berenguer III situat en el creuer del temple. Aquests capitells són semblants als catalogats de la mateixa època de la cripta de la catedral de Vic i del monestir de Sant Miquel de Cuixà.
El claustre va ser restaurat entre el 2010 i el 2011, quan es va realitzar un procés de neteja i recuperació de murs, capitell i columnes, que va posar al descobert restes preromàniques de murs, de l'antiga edificació de l'abat Oliba, en ésser retirats els revocats de ciment del segle xix. Una altra descoberta va ser les restes d'una imatge de la Mare de Déu d'època romànica i realitzada amb guix.

### Scriptorium

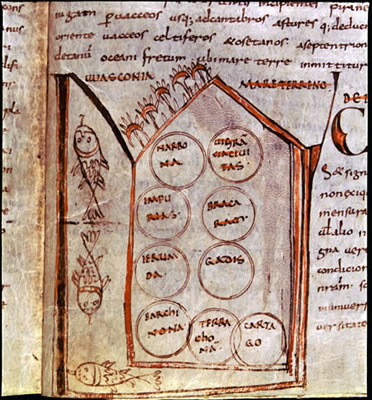
Manuscrit de Ripoll 106 fol.82r. Mapa de la Península Ibèrica. Amb l'esment d'algunes de les ciutats episcopals costaneres: Narbona, Impurias, Ierunda, Barchinona, Terrachona, Cartago, Gadis, Bracaram y Vrigancia civitas. Arxiu de la Corona d'Aragó

Santa Maria de Ripoll va ser un important centre cultural, parcialment gràcies a la seva col·lecció de manuscrits. L'any 925 consta que el monestir va rebre, entre altres béns, una dotació de llibres per part del comte Sunyer I de Barcelona i la seva esposa Riquilda de Tolosa. Durant l'època de l'abat Arnulf es van realitzar nombroses còpies, la majoria de les quals eren traduccions d'obres àrabs de tractats de matemàtiques o astronomia. Aquestes relacions amb la cultura àrab es van consolidar durant el regnat d'Al-Hakam II al qual van visitar a Còrdova ambaixades de dignataris palatins i religiosos procedents de Barcelona. Segurament d'allà procedien alguns dels manuscrits dels que es van valdre a Ripoll. L'any 979 disposava de 69 volums, el 1008 ja eren 121, que es van convertir en 246 a la mort de l'abat Oliba el 1046. La majoria d'aquests manuscrits es copiaven i es reproduïen en el propi scriptorium.
L'abat Oliba va ser un dels grans impulsors de l'engrandiment de la biblioteca del monestir, amb l'adquisició de 71 nous manuscrits i va potenciar nous treballs realitzats en el mateix cenobi, als quals per evitar que fossin robats va penar amb el càstig de l'excomunió a qui ho fes.
Els Cronicons Rivipullensis són un conjunt de cronicons l'inici dels quals es fixa poc temps després de la quarta dedicació de la seva església (1032) i es deu, probablement, a iniciativa de l'abat Oliba:
- Cronicó Rivipullense I
- Alterum Rotense
- Cronicó Dertusense II
- Chronicon Benifassani
- Cronicó Rivipullense II

Sota el seu mandat és quan es va crear la més valuosa col·lecció: una sèrie de tres grans bíblies, l'anomenada Bíblia de Fluvià desapareguda a l'incendi del que va ser víctima el monestir el 1835, la Bíblia de Rodes (1010-1015), anomenada així per haver estat al monestir de Sant Pere de Rodes, regalada per l'abat de Ripoll, d'on es va espoliar i va ser portada a França, com a botí de guerra, l'any 1693 pel mariscal Noailles, d'estil carolingi i romà d'Orient consta de quatre volums, dos decorats amb miniatures en color i els altres dos en negre i es troba a la Biblioteca Nacional de París, i la Bíblia de Ripoll (1015-1020, anomenada també «de Farfa» —perquè al principi es va atorgar la seva execució a l'abadia de Farfa— en l'actualitat es conserva a la Biblioteca Vaticana. De l'època de l'abat Oliba, es té notícia del nom de diversos il·lustradors i cal·lígrafs com el monjo Oliva que va realitzar un calendari i un càlcul de l'àbac i de mides, Garcías, Arnald o Guifré.

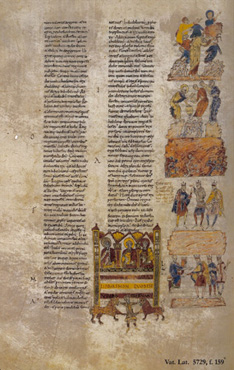
Pàgina de la Bíblia de Ripoll. Biblioteca Vaticana
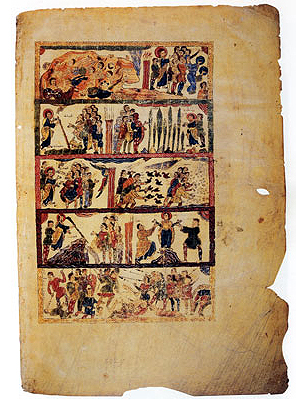
Il·lustració d'una página de la Bíblia del monestir de Ripoll. Biblioteca Vaticana
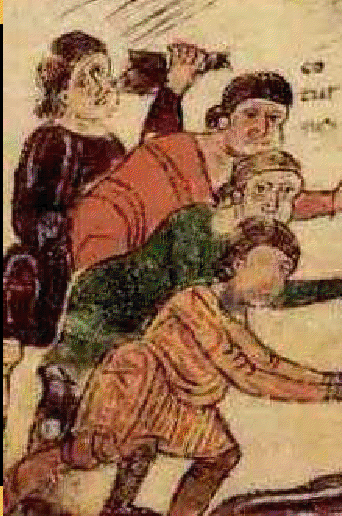
Detall d'una miniatura realitzada pel conegut com «dibuixant de les cares rodones». Bíblia de Ripoll. Biblioteca Vaticana
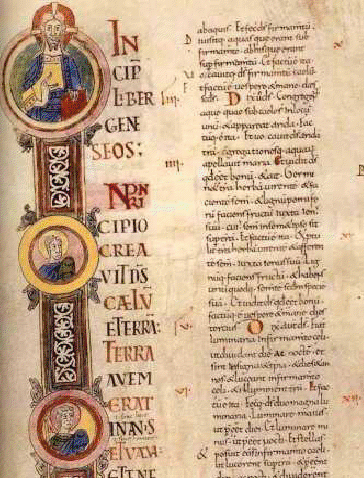
Pàgina de la Bíblia de Ripoll feta pel monjo Guifré. Biblioteca Vaticana

### Tombes comtals
Al monestir hi ha les restes mortals d'alguns comtes de Besalú i d'alguns comtes de Barcelona.
- Guifré I el Pelós, comte de Barcelona (sepulcre modern)
- Sepulcre de Ramon Berenguer III el Gran, comte de Barcelona (sepulcre del s. XII)
- Ramon Berenguer IV el Sant, comte de Barcelona (és un cenotafi: les restes es perderen el 1794 i amb l'incendi de 1835)
- Bernat Tallaferro, comte de Besalú i germà de l'abat Oliba (sepulcre modern)
- Radulf de Barcelona, fill de Guifré el Pelós, bisbe d'Urgell i abat de Ripoll

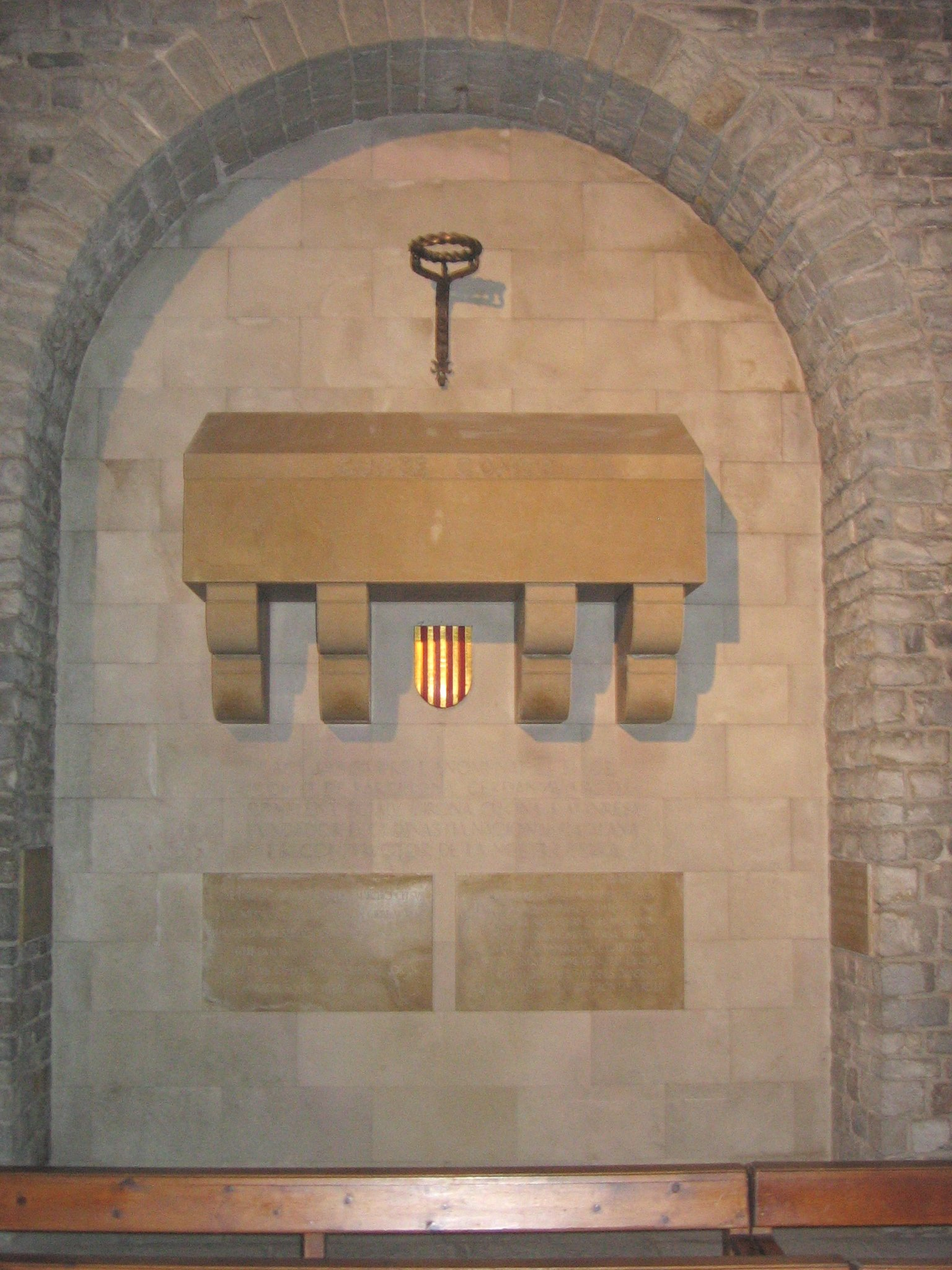
Sarcòfag de Guifré el Pilós
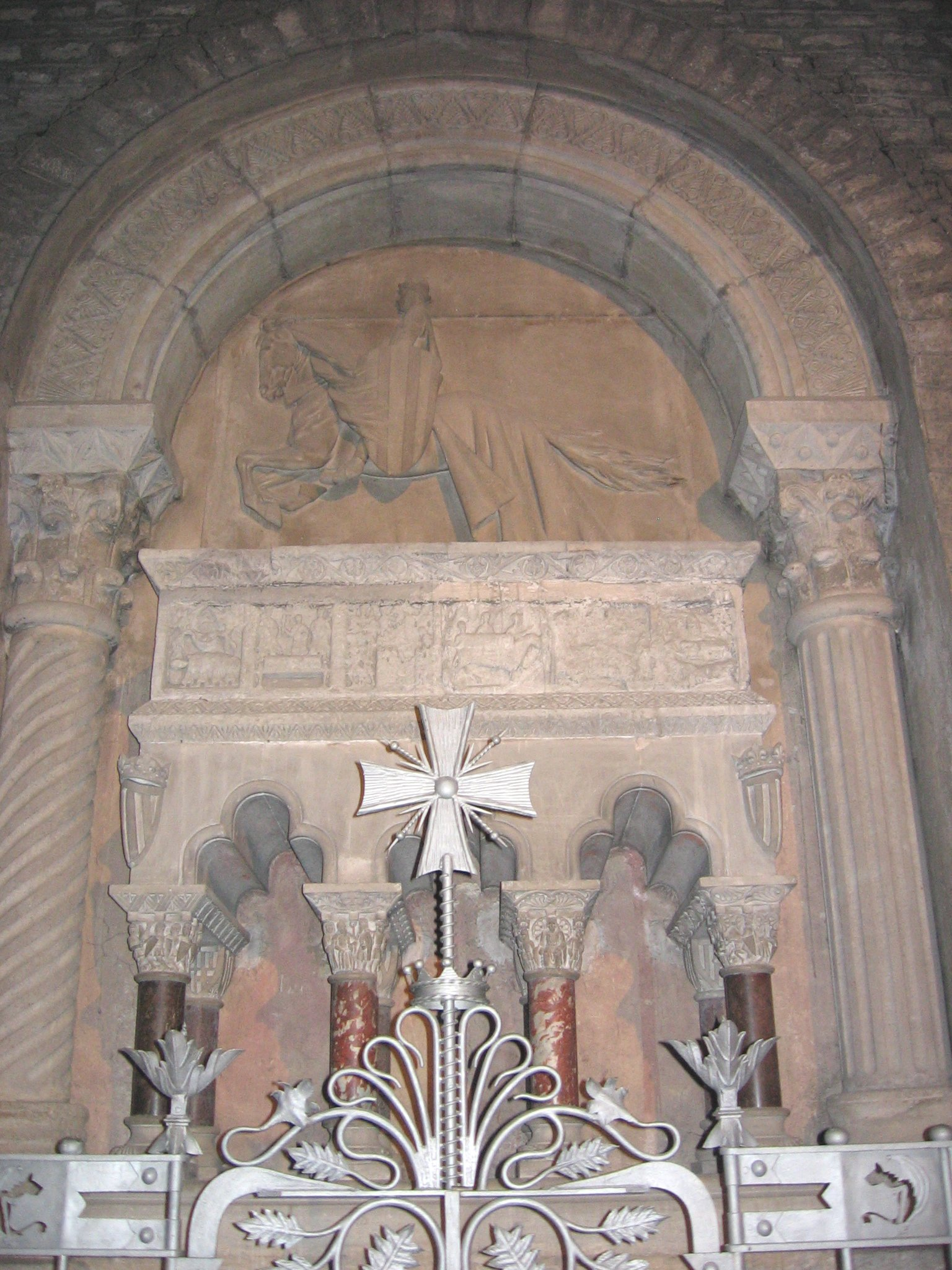
Sepulcre de Ramon Berenguer III
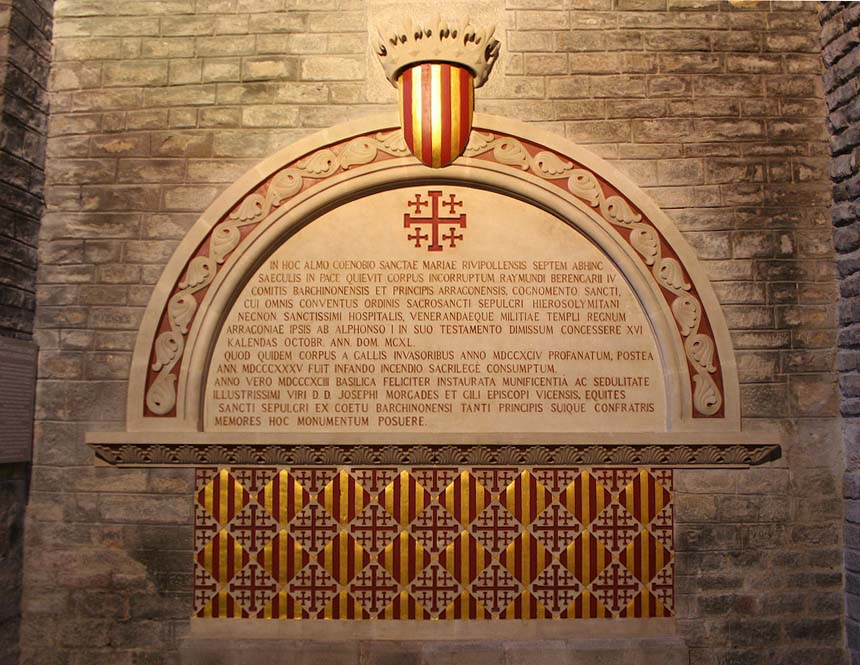
Cenotafi de Ramon Berenguer IV
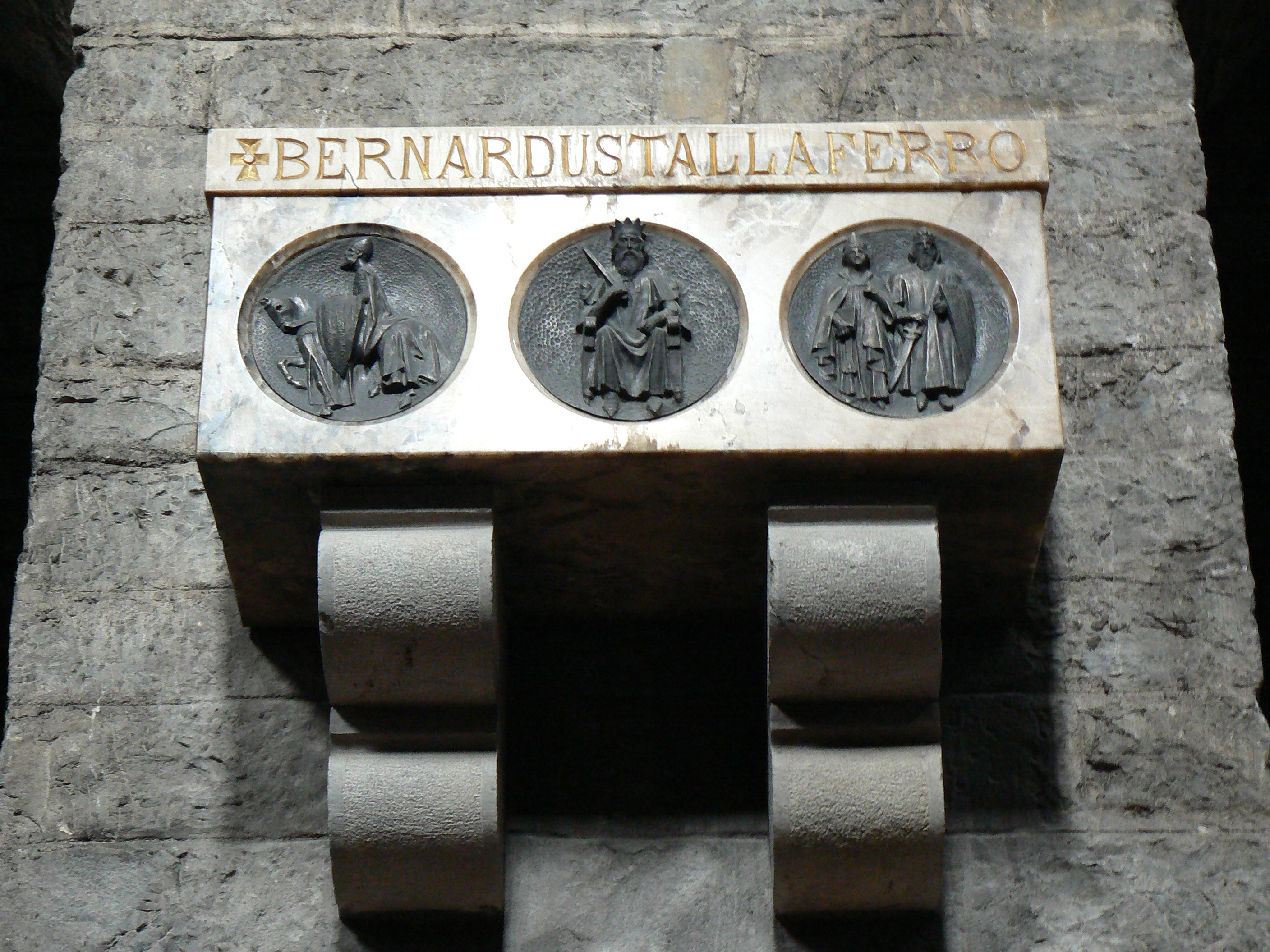
Sarcòfag de Bernat Tallaferro

També s'hi enterraren, però se'n desconeix en quina part, els comtes de Barcelona:
- Sunyer I de Barcelona
- Miró I
- Berenguer Ramon I, el Corbat.